# Сант'Анђело (Перуђа)
Сант'Анђело (итал. Sant'Angelo) је насеље у Италији у округу Перуђа, региону Умбрија.
Према процени из 2011. у насељу је живело 63 становника. Насеље се налази на надморској висини од 768 м.